# Гукхајм
Гукхајм (њем. Guckheim) општина је у њемачкој савезној држави Рајна-Палатинат. Једно је од 192 општинска средишта округа Вестервалд. Према процјени из 2010. у општини је живјело 923 становника. Посједује регионалну шифру (AGS) 7143228.

## Географски и демографски подаци
Гукхајм се налази у савезној држави Рајна-Палатинат у округу Вестервалд. Општина се налази на надморској висини од 335 метара. Површина општине износи 3,8 km². У самом мјесту је, према процјени из 2010. године, живјело 923 становника. Просјечна густина становништва износи 245 становника/km².